# 绍巴拉
绍巴拉是巴西巴伊亚州的一个市镇。总面积158.933平方公里，总人口11781人，人口密度74.1人/平方公里。